# Ковила Залеського
{{#ifeq:0|0|{{#if:Stipa zalesskii|{{#if:|[[]}}|[[]]}}}}
Ковила́ Зале́ського (Stipa zalesskii) — багаторічна рослина родини тонконогових, один з найтиповіших злаків азійських степів, який після розорювання цілинних ділянок став рідкісним. Вид занесений до Європейського Червоного списку, Червоних книг України та Росії.

## Опис
Трав'яниста рослина 30-80 см заввишки, яка утворює щільні дернини, гемікриптофіт. Стебла голі. Листки завширшки 0,4-1 мм, тонкі, щетиноподібнозгорнуті, з обох боків густо вкриті сосочками, шипиками та щетинками. Язички тризубчасті, війчасті, завдовжки 0,8-2 мм. Суцвіття — нещільна волоть, що складається з 4-6 одноквіткових колосків. Колоскові луски вузькі, ланцетні. Нижні квіткові луски при основі опушені, завдовжки 16-20 мм. Білопірчастий остюк 20-35 см завдовжки, темно-коричневий, двічіколінчато-зігнутий, біля основи голий та спірально закручений, у верхній частині вкритий щетинками 2-5 мм завдовжки.

## Екологія
Рослина світлолюбна, жаро- та посухостійка. Зростає на плакорах та пологих степових схилах, де віддає перевагу звичайним середньо- та малогумусним чорноземам. На крутіших схилах та їхніх перегинах росте на еродованих чорноземах з виходами на поверхню кам'янистих порід. Екотопи виявляють трохи підвищену карбонатність ґрунтів і відносно вищу континентальність клімату. Ковила Залеського є типовим компонентом ковилових, типчаково-ковилових та полиново-ковилових степів, причому на півдні степової зони цей вид нерідко виступає едифікатором. На заході та півночі ареалу, де вологість ґрунтів вища за оптимальну, ця ковила зростає на відслоненнях гірських порід: крейди, мергелю та вапняку. Крім того, цей вид може траплятися на солонцях.
В умовах надмірних пасовищних навантажень та частих палів вид одним із перших зникає з травостою, але доволі швидко поновлюється за умови помірного випасання худоби і зберігає свої позиції, але пізніше витісняється караганою кущовою.
Розмножується виключно насіннєвим способом. Квітне у травні-липні, плодоносить у червні-липні. Плодоношення зазвичай рясне, проте в посушливі роки насіння може не зав'язуватись навіть попри факультативну клейстогамію. Як запилення, так і поширення насіння відбувається за допомогою вітру.

## Поширення
На заході ареал охоплює південь Східної Європи, зокрема, Словаччину, Румунію, Молдову, Україну, проте європейські популяції ковили Залеського відносно нечисленні. Далі на схід ареал охоплює південні райони європейської частини Росії, Уралу, Сибіру, весь Казахстан і сягає заходу Китаю. Північна межа поширення пролягає через верхів'я Обі та Єнісею, включно із нижнім та середнім поясом Алтайських гір та Західних Саян, південна тягнеться широкою смугою через Північний Кавказ, Центральну Азію, Джунгарію та захід Монголії. Найбільшу щільність популяцій цього виду спостерігають на теренах Казахстану.
В межах України ковила Залеського поширена переважно у Східному Приазов'ї і басейні Сіверського Донця (Донецька і Луганська області). Нечисленні осередки виявлені в Криму.

## Значення і статус виду
Вид занесений до Директиви Європейського Союзу 92/43/ЄС «Про збереження природних оселищ та видів природної фауни і флори» (Додаток II. Види рослин і тварин, що становлять особливий інтерес для Європейського Союзу, збереження яких потребує створення територій особливої охорони).
Ковила Залеського є ценозоформуючою рослиною і навіть на західній межі ареалу здатна домінувати в трав'яному покрові за умови низького антропогенного навантаження. Як помітний компонент степових угруповань вона охороняється у декількох заказниках місцевого значення, Українському степовому та Луганському заповіднику (філії «Провальський степ» і «Стрільцівський степ»). Культивується у Донецькому ботанічному саду. За межами України охоронні заходи щодо цього виду здійснюються у Росії.
Для збільшення чисельності необхідно запобігати будь-яким змінам ландшафту (залісненню, розорюванню), регулювати антропогенне навантаження, особливо витоптування і збирання рослин для букетів, випасання худоби, причому слід зважати, що найбільшої шкоди цьому виду наносять вівці та кози.
Ковила Залеського є кормовою рослиною, яку добре поїдають коні та вівці, завдяки щільним дернинам вона запобігає руйнації пасовищ. Цей вид також можна використовувати в декоративному садівництві.

## Синоніми
| - Stipa canescens P.A.Smirn. ex Roshev. - Stipa dobrogensis Prodán - Stipa glabrata P.A.Smirn. - Stipa iljinii Roshev. - Stipa krascheninnikowii Roshev. - Stipa maeotica Klokov & Osychnyuk - Stipa pennata subsp. zalesskii (Wilensky) Freitag - Stipa rubens P.A.Smirn. - Stipa rubentiformis P.A.Smirn. - Stipa smirnovii Martinovský | - Stipa turcomanica P.A.Smirn. - Stipa ucrainica P.A.Smirn. - Stipa zalesskii subsp. canescens (P.A.Smirn.) Tzvelev - Stipa zalesskii var. glabrata (P.A.Smirn.) Tzvelev - Stipa zalesskii var. iljinii (Roshev.) Tzvelev - Stipa zalesskii var. maeotica (Klokov) Tzvelev - Stipa zalesskii var. rubens (P.A.Smirn.) Tzvelev - Stipa zalesskii subsp. turcomanica (P.A.Smirn.) Tzvelev - Stipa zalesskii subsp. ucrainica (P.A.Smirn.) Tzvelev |